# Pseudagrion acaciae
Pseudagrion acaciae är en trollsländeart som beskrevs av W. Foerster 1906. Pseudagrion acaciae ingår i släktet Pseudagrion och familjen dammflicksländor. IUCN kategoriserar arten globalt som livskraftig. Inga underarter finns listade i Catalogue of Life.

## Bildgalleri

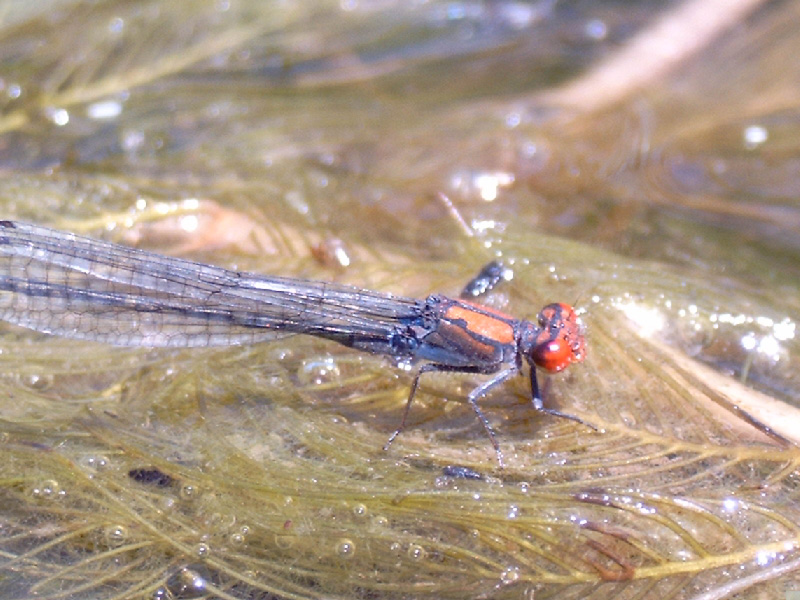